# 本多孝好
本多孝好（1971年—），日本小说家。

## 经历
东京都出身，庆应义塾大学法学部毕业。自幼喜欢阅读，小学读乱步，初中读赤川，高中读半村，大学时则酷爱村上春樹和村上龍的作品，大四时（1994年）曾以短篇小说〈沉睡之海〉（后收进小说集《Missing》）荣获第十六届「小说推理新人獎」，自此决意创作。本多孝好的作品，主要都是青春小说和推理小说，具有很强的文学味道，人称「村上春树之再来」，而且深受作家伊坂幸太郎等人的赞赏和崇拜。2004年，本多孝好以《深夜的五分前》杀进直木奖最终决选，是日本文坛最被期待的几位后进之一。

## 著作
- MISSING（MISSING，大田，王蘊潔譯）
  - 收錄作品：沉睡之海、祈燈、蟬證、琉璃、他的棲身之處
- 在一起卻很寂寞（ALONE TOGETHER，大田，王蘊潔譯）
- 最後時光（MOMENT，大田，王蘊潔譯）
  - 收錄作品：臉、願望、螢火蟲、最後時光
- FINE DAYS 昨日重現（FINE DAYS，尖端出版，鍾芝暐譯）
- 深夜前的五分鐘（真夜中の五分前，side-A+side-B，時報，陳令嫻譯）（共兩冊）
- 正義のミカタ I'm a loser
- チェーン・ポイズン
- WILL
- at Home
- ストレイヤーズ・クロニクル ACT-1
- ストレイヤーズ・クロニクル ACT-2
- ストレイヤーズ・クロニクル ACT-3
- MEMORY
- 魔術師の視線
- 君の隣に
- dele刪除（dele，臺灣角川，王華懋譯）
- dele刪除2（dele2，臺灣角川，王華懋譯）
- dele刪除3（dele3，臺灣角川，王華懋譯）

## 外部連結
- 大田出版《MISSING》介紹 （页面存档备份，存于）
- 作家的讀書道第22回 （页面存档备份，存于）